# Schule im Bergmannsfeld
Die Schule im Bergmannsfeld ist eine städtische Gemeinschaftsgrundschule im Essener Stadtteil Freisenbruch und bietet als einzige Essener Schule konfessionell-kooperativen Religionsunterricht an.

## Geschichte
1969 wurde die Schule für etwa 560 Kinder in 16 Schulklassen eröffnet. Nachdem die benachbarte Großwohnsiedlung Bergmannsfeld von Familien mit Kindern bezogen wurde, kam 1973 ein Erweiterungsbau hinzu, so dass sich 905 Schüler auf 25 Klassen verteilten. Diese Schülerzahl wurde seitdem nicht wieder erreicht. Im Jahre 2009, zum 40-jährigen Bestehen der Schule, entging diese durch eine breite Unterstützung des Schulumfeldes einer von der Stadtverwaltung geplanten Schließung. In den Jahren 2011 bis 2013 wurde rund eine Million Euro in die Schulsanierung investiert.

## Schulleben und Besonderheiten
Heute gibt es in der Schule etwa 270 Schüler, die von 19 Lehrern, davon zwei Sonderpädagoginnen und 12 Erziehern, betreut werden. Für die offene Ganztagsschule (OGS) ist noch eine weitere Honorarkraft für die Verpflegung zuständig. In der Schule gibt es 11 Klassen, von der ersten bis zur vierten Klassenstufe. Die Schule besteht aus drei Gebäuden und einer Turnhalle.
Die Schule im Bergmannsfeld ist die einzige Schule in Essen, die offiziell „kooperativen Religionsunterricht“ bzw. „Konfessionell-kooperativen Religionsunterricht“ anbietet.
Zudem wird als Schulfach Schach unterrichtet, wofür der Lehrer und Schachgroßmeister Sebastian Siebrecht mit dem Preis als Schachlehrer des Jahres ausgezeichnet wurde.

### Pädagogische Schwerpunkte
Die Schule setzt ihre pädagogische Schwerpunkte in den folgenden Bereichen: Soziales Lernen, Umgang mit kultureller Vielfalt, Förderung der Lern- und Leistungsbereitschaft, Gewaltprävention, Sprachförderung, Leseförderung, Bewegungsförderung, Verkehrserziehung, Elternarbeit und Elternberatung sowie Lese-Rechtschreibförderung in Fällen der Lese- und Rechtschreibstörung (LRS).

### Projekte und Veranstaltungen
Die folgenden Projekte und Veranstaltungen finden im Schulalltag regelmäßig statt: Klassen- und Schulfeste, Arbeitsgemeinschaften, wöchentliche Gottesdienste, Adventssingen, Spiel- und Sportfeste, Teilnahme an Sportwettkämpfen, Klassenfahrten, Tagesausflüge, gemeinsame Einschulungsfeiern sowie eine gemeinsame Verabschiedung der vierten Schuljahre.

## Kooperationspartner
Die Schule pflegt die Zusammenarbeit mit den folgenden außerschulischen Partnern: Katholische Gemeinde, Kinder- und Jugendtheater der katholischen Kirche, evangelische Kirche, Sozialdienst der katholischen Frauen/Caritas Essen (CSE), Polizei, Stadtbücherei, Sportvereine, Essener Tafel, Mitarbeiterkreis, Stadtteilbüro, Jugendamt, RAA (Büro für interkulturelle Arbeit), Universität Duisburg-Essen (ehemals Universität GH Duisburg Essen), Evangelische Fachhochschule Bochum, Studienseminar Essen und Bürgerhaus Oststadt.